# Élections législatives de 1968 en Charente
Les élections législatives françaises de 1968 se déroulent les 23 et 30 juin 1968. Dans le département de la Charente, trois députés sont à élire dans le cadre de trois circonscriptions.

## Élus
| Circonscription | Député sortant  | Parti | Parti          | Député élu ou réélu | Parti | Parti          |
| --------------- | --------------- | ----- | -------------- | ------------------- | ----- | -------------- |
| 1re             | Raymond Réthoré |       | UDR            | Raymond Réthoré     |       | UDR            |
| 2e              | Félix Gaillard  |       | FGDS (Radical) | Félix Gaillard      |       | FGDS (Radical) |
| 3e              | Jean Valentin   |       | CD             | Michel Alloncle     |       | UDR            |

## Résultats

### Résultats à l'échelle du département
| Parti          | Parti                                           | Premier tour | Premier tour | Second tour | Second tour | Sièges |
| Parti          | Parti                                           | Voix         | %            | Voix        | %           | Sièges |
| -------------- | ----------------------------------------------- | ------------ | ------------ | ----------- | ----------- | ------ |
|                | Union pour la défense de la République          | 67 924       | 43,14        | 49 135      | 52,30       | 2      |
|                | Divers droite (gaulliste)                       | 3 452        | 2,19         |             |             | 0      |
|                | Modérés                                         | 866          | 0,55         | 0           |             |        |
|                | Union des républicains de progrès               | 72 242       | 45,88        | 49 135      | 52,30       | 2      |
|                |                                                 |              |              |             |             |        |
|                | Parti radical                                   | 14 924       | 9,48         | 22 451      | 23,90       | 1      |
|                | Section française de l'Internationale ouvrière  | 8 757        | 5,56         |             |             | 0      |
|                | Fédération de la gauche démocrate et socialiste | 23 681       | 15,04        | 22 451      | 23,90       | 1      |
|                |                                                 |              |              |             |             |        |
|                | Parti communiste français                       | 37 344       | 23,72        | 22 370      | 23,81       | 0      |
|                | Progrès et démocratie moderne                   | 22 406       | 14,23        | Retrait     | Retrait     | 0      |
|                | Parti socialiste unifié                         | 1 780        | 1,13         |             |             | 0      |
|                |                                                 |              |              |             |             |        |
| Inscrits       | Inscrits                                        | 204 408      | 100,00       | 124 118     | 100,00      | 3      |
| Abstentions    | Abstentions                                     | 43 516       | 21,29        | 26 704      | 21,52       |        |
| Votants        | Votants                                         | 160 892      | 78,71        | 97 414      | 78,48       |        |
| Blancs et nuls | Blancs et nuls                                  | 3 439        | 2,14         | 3 458       | 3,55        |        |
| Exprimés       | Exprimés                                        | 157 453      | 97,86        | 93 956      | 96,45       |        |

### Résultats par circonscription

#### Première circonscription (Angoulême)
|                | Raymond Réthoré sortant réélu | UDR (URP)      | 33 103 | 53,49  |  |  |  |
|                | Léon Dumeix                   | PCF            | 11 138 | 18     |  |  |  |
|                | Jean-Maurice Poitevin         | FGDS (SFIO)    | 8 757  | 14,15  |  |  |  |
|                | Pierre Lacour                 | CD (PDM)       | 7 108  | 11,49  |  |  |  |
|                | Serge Javelaud                | PSU            | 1 780  | 2,88   |  |  |  |
|                |                               |                |        |        |  |  |  |
| Inscrits       | Inscrits                      | Inscrits       | 80 262 | 100,00 |  |  |  |
| Abstentions    | Abstentions                   | Abstentions    | 17 428 | 21,71  |  |  |  |
| Votants        | Votants                       | Votants        | 62 834 | 78,29  |  |  |  |
| Blancs et nuls | Blancs et nuls                | Blancs et nuls | 948    | 1,51   |  |  |  |
| Exprimés       | Exprimés                      | Exprimés       | 61 886 | 98,49  |  |  |  |

#### Deuxième circonscription (Cognac)
| Candidat       | Candidat                     | Parti                     | Premier tour | Premier tour | Second tour | Second tour |  |
| Candidat       | Candidat                     | Parti                     | Voix         | %            | Voix        | %           |  |
| -------------- | ---------------------------- | ------------------------- | ------------ | ------------ | ----------- | ----------- |  |
|                | Francis Hardy                | UDR (URP)                 | 18 135       | 40,22        | 21 928      | 49,41       |  |
|                | Félix Gaillard sortant réélu | FGDS (Radical)            | 14 924       | 33,1         | 22 451      | 50,59       |  |
|                | Guy Brion                    | PCF                       | 7 717        | 17,11        | Retrait     | Retrait     |  |
|                | Georges Flusin               | Divers droite (Gaulliste) | 3 452        | 7,66         |             |             |  |
|                | Louis Sardin                 | Modérés                   | 866          | 1,92         |             |             |  |
|                |                              |                           |              |              |             |             |  |
| Inscrits       | Inscrits                     | Inscrits                  | 59 216       | 100,00       | 59 224      | 100,00      |  |
| Abstentions    | Abstentions                  | Abstentions               | 13 177       | 22,25        | 13 645      | 23,04       |  |
| Votants        | Votants                      | Votants                   | 46 039       | 77,75        | 45 579      | 76,96       |  |
| Blancs et nuls | Blancs et nuls               | Blancs et nuls            | 945          | 2,05         | 1 200       | 2,63        |  |
| Exprimés       | Exprimés                     | Exprimés                  | 45 094       | 97,95        | 44 379      | 97,37       |  |

#### Troisième circonscription (Confolens)
| Candidat       | Candidat              | Parti          | Premier tour | Premier tour | Second tour | Second tour |  |
| Candidat       | Candidat              | Parti          | Voix         | %            | Voix        | %           |  |
| -------------- | --------------------- | -------------- | ------------ | ------------ | ----------- | ----------- |  |
|                | André Soury           | PCF            | 18 489       | 36,63        | 22 370      | 45,12       |  |
|                | Michel Alloncle élu   | UDR (URP)      | 16 686       | 33,06        | 27 207      | 54,88       |  |
|                | Jean Valentin sortant | CD (PDM)       | 15 298       | 30,31        | Retrait     | Retrait     |  |
|                |                       |                |              |              |             |             |  |
| Inscrits       | Inscrits              | Inscrits       | 64 930       | 100,00       | 64 894      | 100,00      |  |
| Abstentions    | Abstentions           | Abstentions    | 12 911       | 19,88        | 13 059      | 20,12       |  |
| Votants        | Votants               | Votants        | 52 019       | 80,12        | 51 835      | 79,88       |  |
| Blancs et nuls | Blancs et nuls        | Blancs et nuls | 1 546        | 2,97         | 2 258       | 4,36        |  |
| Exprimés       | Exprimés              | Exprimés       | 50 473       | 97,03        | 49 577      | 95,64       |  |